# Katharina Dorner
Katharina Dorner (1982) è un'ex sciatrice alpina austriaca.

## Biografia
Originaria di Andelsbuch e attiva in gare FIS dal dicembre del 1997, in Coppa Europa la Dorner esordì il 19 gennaio 2000 a Haus in discesa libera, senza completare la gara, conquistò l'unico podio il 7 gennaio 2004 a Tignes nella medesima specialità (2ª) e prese per l'ultima volta il via il 17 gennaio 2006 ancora a Haus in discesa libera (32ª), ultima gara della sua carriera. Non debuttò in Coppa del Mondo né prese parte a rassegne olimpiche o iridate.

## Palmarès

### Coppa Europa
- Miglior piazzamento in classifica generale: 25ª nel 2004
- 1 podio:
  - 1 secondo posto

### Campionati austriaci
- 1 medaglia:
  - 1 bronzo (combinata nel 2001)